# Bonjour Tristesse (2024)
Bonjour Tristesse ist ein Spielfilm aus dem Jahr 2024 von Regisseurin Durga Chew-Bose, deren Drehbuch auf dem 1954  veröffentlichten gleichnamigen Roman von Françoise Sagan basiert. Die Hauptrollen übernahmen Chloë Sevigny, Claes Bang und Lily McInerny.

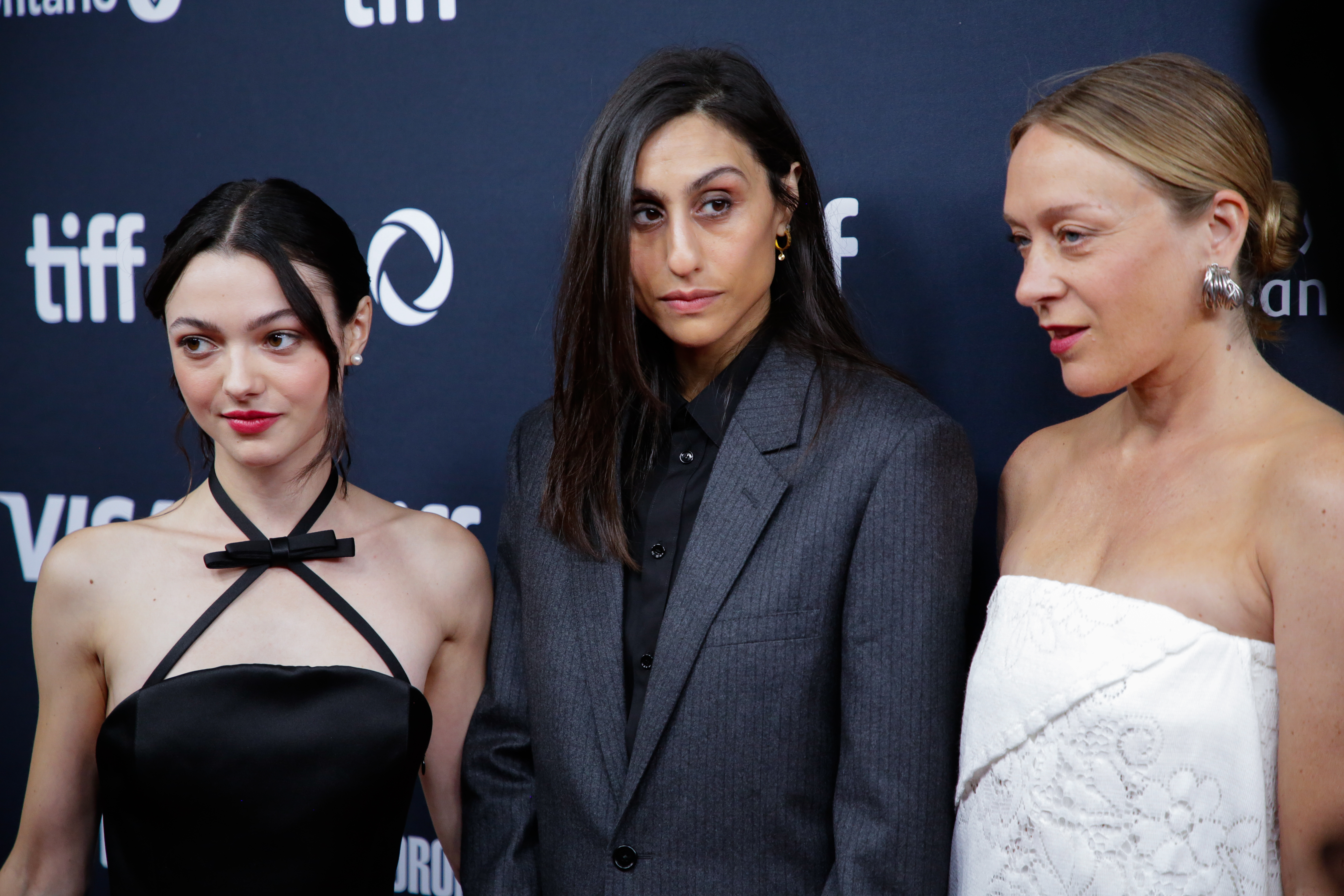
Lily McInerny, Durga Chew-Bose und Chloë Sevigny am Toronto International Film Festival 2024

## Handlung
Die 17-jährige Cécile und ihr verwitweter Vater Raymond verbringen den Sommer in einer Villa an der Côte d’Azur. Begleitet werden sie von Raymonds aktueller Geliebten Elsa.
Das süße Nichtstun endet allerdings, nachdem die Modedesignerin Anne aus Paris eintrifft, eine alte Freundin von Céciles Mutter. Anne bändelt mit Raymond an und fordert Cécile dazu auf, für die Schule zu lernen, anstatt sich einer sommerlichen Affäre hinzugeben.

## Besetzung und Synchronisation
Die deutschsprachige Synchronisation übernahm die Deluxe Media. Dialogregie führte Detlef Klein, das Dialogbuch schrieb Marlene Opitz.
| Rolle        | Darsteller        | Synchronsprecher      |
| ------------ | ----------------- | --------------------- |
| Cécile       | Lily McInerny     | Elise Eikermann       |
| Raymond      | Claes Bang        | Thomas Schmuckert     |
| Anne         | Chloë Sevigny     | Schaukje Könning      |
| Elsa         | Nailia Harzoune   | Céline Fontanges      |
| Cyril        | Aliocha Schneider | Flemming Stein        |
| Nathalie     | Nathalie Richard  | Kristina von Weltzien |
| Charles Webb | Thierry Harcourt  | Martin Sabel          |
| Frances Webb | Rebecca Dayan     | Mica Mylo             |
| Denis        | Moncef Farfar     | Hendrik Müller        |

## Produktion und Hintergrund
Der Film wurde von Babe Nation Films (Produzenten Katie Bird Nolan und Lindsay Tapscott), Elevation Pictures (Noah Segal und Christina Piovesan), Barry Films (Wolfgang Mueller und Benito Mueller) und Cinenovo (Julie Viez) produziert. Ausführende Produzenten waren Fabien Westerhoff für Constellation Productions, Suzanne Court, Emily Kulasa sowie Denis Westhoff, der Sohn der Autorin Françoise Sagan. Dreharbeiten fanden im Mai 2023 in Cassis statt.
Die Kamera führte Maximilian Pittner, die Musik schrieb Lesley Barber, die Montage verantwortete Amélie Labrèche und das Casting Alice Searby. Den Ton gestaltete Ludovic „Ludo“ Elias, das Szenenbild François Renaud-Labarthe und das Kostümbild Miyako Bellizzi.
1958 wurde der Roman von Otto Preminger mit Deborah Kerr als Anne, David Niven als Raymond, Jean Seberg als Cecile und Mylène Demongeot als Elsa ebenfalls unter dem Titel Bonjour Tristesse verfilmt.

## Veröffentlichung
Premiere war Anfang September 2024 am Toronto International Film Festival (TIFF) in der Sektion Discovery, wo Durga Chew-Bose mit dem TIFF Emerging Talent Award ausgezeichnet wurde.
Am Zurich Film Festival wurde der Film ab dem 7. Oktober 2024 als Gala-Premiere gezeigt. Die Deutschland-Premiere ist für den 30. Juni 2025 am Filmfest München im Wettbewerb CineCoPro vorgesehen.

## Auszeichnungen
- 2024: Toronto International Film Festival: TIFF Emerging Talent Award (Durga Chew-Bose)[10][11]
- 2024: Variety’s 2025 Directors to Watch (Durga Chew-Bose)[13]
- 2025: Filmfest-München-Nominierung im Wettbewerb CineCoPro[14]